# Anna Maria Strackerjan
Anna Maria Strackerjan (* 23. Februar 1919 in Oldenburg; † 4. März 1980 in Oldenburg) war eine deutsche Bildhauerin.

## Biografie
Anna Maria Strackerjan wurde am 23. Februar 1919 in Oldenburg geboren, als Tochter von Eva Strackerjan, geb. Rabeling (1892–1968) und Friedrich Strackerjan (1887–1974). Von 1937 bis 1938 machte sie eine Buchhandelslehre in Hamburg bei Kurt Sauke (1895–1970). Sie wohnte damals bei Alice Sauerlandt (1880–1972) und begegnete dort unter anderem Emil Nolde. 1938 und 1939 setzte sie ihre Buchhandelslehre in Berlin fort. 1939 folgten erste Studien bei Emmy Stalmann an der Kunstschule des Westens, Berlin. In den Jahren 1939 und 1940 ging sie Studien beim Bildhauer August Waterbeck (1875–1947) in Hannover nach. Von 1940 bis 1944 war sie zum Studium an der Akademie der Bildenden Künste München bei Richard Knecht (1887–1966).
Am 10. September 1941 fiel ihr Bruder Huno (* 1922) in Kruglowa am Dnjpr. 1947 war sie als Werklehrerin bei den German Youth Activities in München tätig. 1948 arbeitete sie als Filmbildhauerin bei den Bavaria Ateliers in Geiselgasteig und als Werklehrerin an der US-Militärhochschule der Headquarters München.
1950 nahm sie ein Studium beim deutschen Emigranten Karl Helbig in Stockholm auf. Nach dem Freitod Helbigs 1951 erfolgte Strackerjans Rückkehr nach Oldenburg. Dort arbeitete sie als freischaffende Bildhauerin. Bis in die 1970er Jahre wohnte Anna Maria Strackerjan im Marschweg 92, bis zu ihrem Tod dann in der Moltkestraße 4–5. Ihr Atelier hatte sie Anfang der 1950er Jahre in der Mühlenstraße, dann in der Ritterstraße, seit ca. 1970 im Haus Kleine Kirchstraße 9.
Als Künstlerpersönlichkeit war Anna Maria Strackerjan prägend für das kulturelle Leben der Stadt Oldenburg, in den 1950er bis 1970er Jahren war ihr Atelier Treffpunkt für Kunstfreunde und Kollegen.
Anna Maria Strackerjan starb nach langem Krebsleiden am 4. März 1980. Ihr Grab auf dem Oldenburger Gertruden–Friedhof ist umgeben von den Gräbern ihrer Familie. Nur etwa 50 Meter entfernt liegt das Grab des Künstlers Horst Janssen.

## Nachwirkung
- Ein posthumer Bronzeguss des Wachsmodells Schuh von Anna Maria Strackerjan, gestiftet vom Kunstkritiker Jürgen Weichardt wurde 1999 als Kulturpreis der Oldenburgischen Landschaft erstmals vergeben. Im Jahr 2002 erhielt den Preis die Musikwissenschaftlerin Gertrud Meyer-Denkmann (1918–2014), die mit Anna Maria Strackerjan befreundet war. 2009 war der ehemalige Direktor der Museen der Stadt Oldenburg Ewald Gäßler der Preisträger.
- 2007/2008 hat der Bürgerverein Oldenburg–Eversten e. V. hat der Stadt Oldenburg vorgeschlagen, eine neue Straße im Neubaugebiet „Eversten–West“ nach Anna Maria Strackerjan zu benennen.

## Das Werk
Das künstlerische Werk Anna Maria Strackerjans umfasst Skulpturen und Zeichnungen. Ein vorläufiges Werkverzeichnis umfasst 103 Bronze-Plastiken, 24 Gips-Eisenplastiken, 34 Porträtarbeiten und 43 öffentliche Aufträge.
In zahlreichen Ausstellungen in Museen und Galerien wurde ihr Schaffen über Oldenburg hinaus bekannt und gewürdigt. Im Zentrum ihrer künstlerischen Arbeit stand der Mensch – in seiner Würde und auch in seiner Verletzlichkeit. Immer wieder wandte sie sich Themen aus der antiken Mythologie zu.
Anna Maria Strackerjans „Kunst liegt im Schnittpunkt von Aktualität und Tradition nicht nur bildhauerisch-künstlerischer, sondern auch literarischer Art. Sie hat die Kraft, hinter der Wirklichkeit wahre Humanität und Menschlichkeit sichtbar zu machen.“ So urteilte der Kunstkritiker Jürgen Weichardt schon im Jahr 1978.

## Ausstellungen

### Einzelausstellungen
- 1956: Paula Modersohn-Becker Museum, Bremen
- 1961: Galerie Hielscher, München
- 1962: Stadtmuseum, Oldenburg
- 1962: Kunstpavillon, Soest
- 1964: Galerie Wendtorf, Oldenburg
- 1968: Galerie Wendtorf, Oldenburg
- 1973: Kunsthalle Wilhelmshaven
- 1974: Kunstgeschichtliches Museum, Osnabrück
- 1974: Mühlengalerie, Gütersloh
- 1974: Theater Espelkamp
- 1976: Kunstverein Kaponier, Vechta
- 1978: Institut für Kunstgeschichte, Universität Stuttgart
- 1978: Galerie Centro, Oldenburg
- 1982: Oldenburger Kunstverein – Anna Maria Strackerjan: Zeichnungen, Plastiken

### Ausstellungsbeteiligungen
- 1954–1966: Herbstausstellungen Kunstverein Hannover
- 1954 / 1966: BBK-Ausstellungen in Braunschweig, Bremerhaven, Emden, Groningen, Hannover, Hildesheim, Oldenburg
- 1957: Kunstpreis junger westen, Recklinghausen
- 1962: Galerie Seder, Paris
- 1971: Galerie Marionettentheater, Mölln
- 1973: BBK, Hannover-Herrenhausen
- 1973: Freie Gruppe BBK, Kunstverein Oldenburg
- 1974: Junge Gruppe BBK, Kunstverein Oldenburg
- 1975: Kunstpreis der Böttcherstraße, Bremen
- 1977: European Group of Art, Mainz
- 1978: Museumsdorf Cloppenburg
- 2000: Artothek der Stadt Oldenburg – Mythische Bildmotive

## Texte
Zum Schaffen von Anna Maria Strackerjan können diese Äußerungen der Künstlerin zum Schaffensprozess aufschlussreich sein:

„Aus anfänglich geschlossenem Block mit klar umrissenem Kontur  reduzieren sich die Plastiken zum Skelett, werden als Zeichen zum Träger von Funktionen: Sitzen – Stehen – Schreiten – Liegen. Wie Buchstaben stehen sie im Raum (Zuschauer, Lesender Knabe, Männer im Gespräch).
Die Form wandelt sich. Die einzelnen Figuren werden zu Gruppen, zur in sich bewegten Fläche, wobei keine einzelne Gestalt mehr erkennbar ist, so wie bei grüner Ampel eine in sich bewegte Gruppe die Straße überschreitet (Schreitendes Paar, Familie, Huckepack). Allmählich beginnt sich die in sich bewegte Fläche vom Boden zu lösen – sie schwebt wie aufsteigender Rauch (Wer trägt, Schwebende Geister).
Nun kehrt die Form zum Volumen zurück, zunächst in der Art einer kleinen, in drei in sich verschiedenen Blöcken gebauten Säule (Sappho, Tanz, Klage). Es folgt die von innerer Spannung pralle Oberfläche bei den realistischen Plastiken (Wirt, Wirtin).
Die sich nun noch verstärkende innere Spannung beginnt dann, die Oberfläche zunächst zu bewegen und letztlich zu zerreißen (Philosoph, Liegende, Karyatide, Galionsfigur).
Ein neuer Abschnitt beginnt mit der aufgerissenen Form, die zur Hohlform wird (Jacke, Hemd im Wind). Bis dahin wurden die Plastiken in Wachs  geformt und in Bronze gegossen. Die jetzt aufgerissene Form reizt zur größeren Ausführung, und ein vorgefertigtes Material aus Eisendraht bildet das Gerüst für die Arbeit im Gips. Die Spannung wird erhöht durch die Zusammenstellung dieser kontrastierenden Materialien: Drahtgeflecht und Gipsstruktur (Phönix, Vogel, Ikarus, Daphne, Orpheus und Eurydike, Nike). Das Pathos  der Darstellung wird ironisiert durch die Brüchigkeit der Gipsstruktur.
Das Vierkanteisen wird hinzugenommen als drittes Element, wodurch die vorher gewonnene Form einen weiteren Kontrast erhält (Infantin, Odaliske, Römischer Kaiser).
Zurück zur Arbeit in Wachs wird das gleiche Formprinzip angewandt. Die krustige Struktur der Oberfläche im Kontrast zum Ständer, wie aufgespießte Schmetterlinge (Schachfiguren in Bronze). Die letzte Entwicklung führt zur Zusammenfassung von Hohlform – Struktur – Glätte. Die Spannung der Form wird optimal (Kleider aus einem Museum).“